# حقانفر

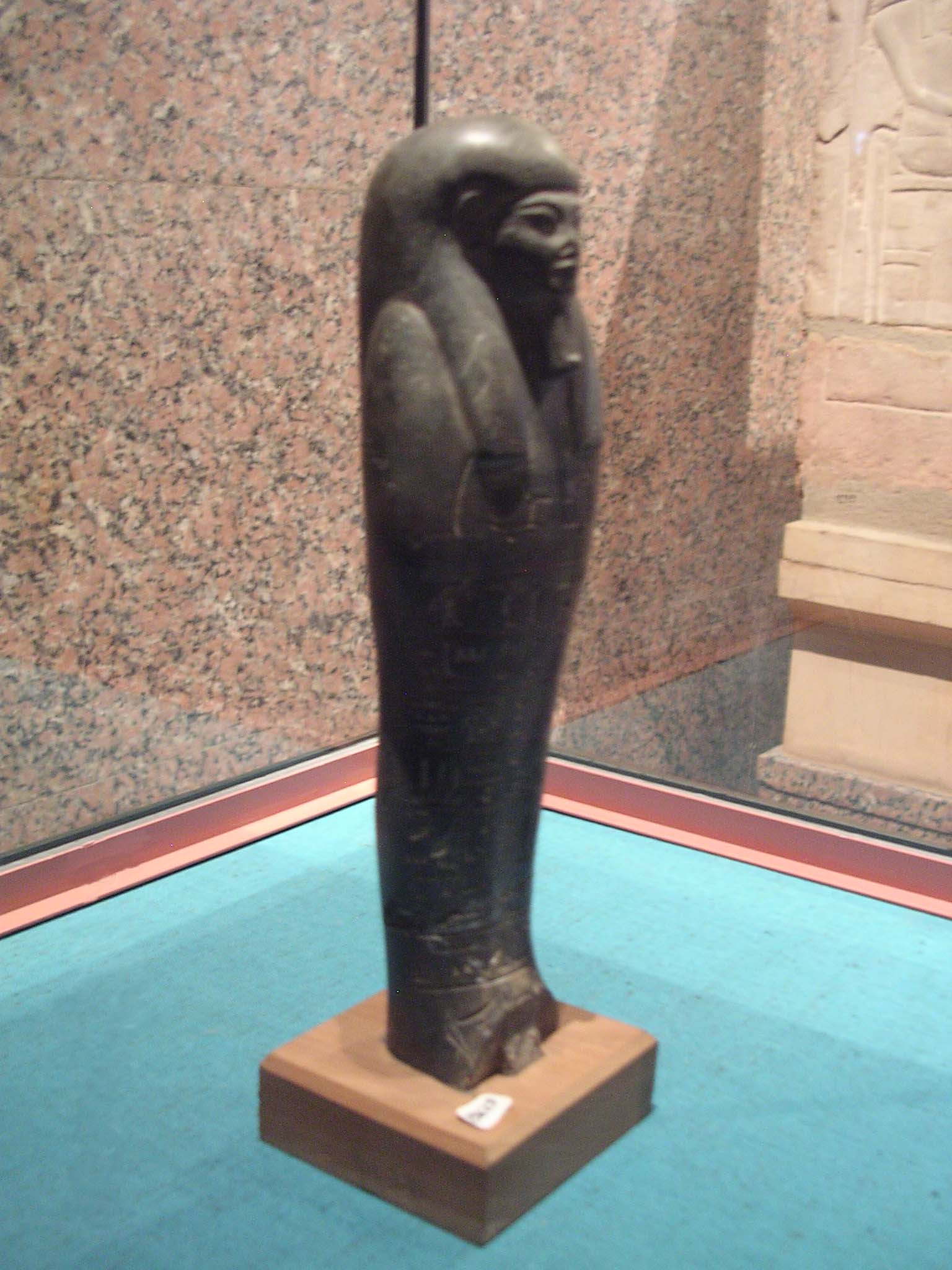
أوشبتي من حقنفر معروض في متحف النوبة بأسوان

كان حقانفر (أيضًا حقانوفر) مسؤولًا مصريًا قديمًا في المملكة المصرية الحديثة في عهد الملك توت عنخ آمون، وكان حاكمًا محليًا بلقب رئيس ميام. في المملكة المصرية الحديثة، غزا ملوك مصر النوبة بالسودان. لتأمين السيطرة على المنطقة الجديدة، قاموا بتعيين أفراد من النخبة المحلية حكامًا. كانت ميام (عنيبة الحديثة) بلدة في النوبة السفلى، وهي مركز إقليمي وعاصمة المقاطعات النوبية. هنا أيضا أقام رئيس ميام. يُعرف حقانفر من قبره المحفور في الصخور المحفوظة بشكل سيئ والذي تم العثور عليه في توشكى. هنا يصور على أنه مصري.

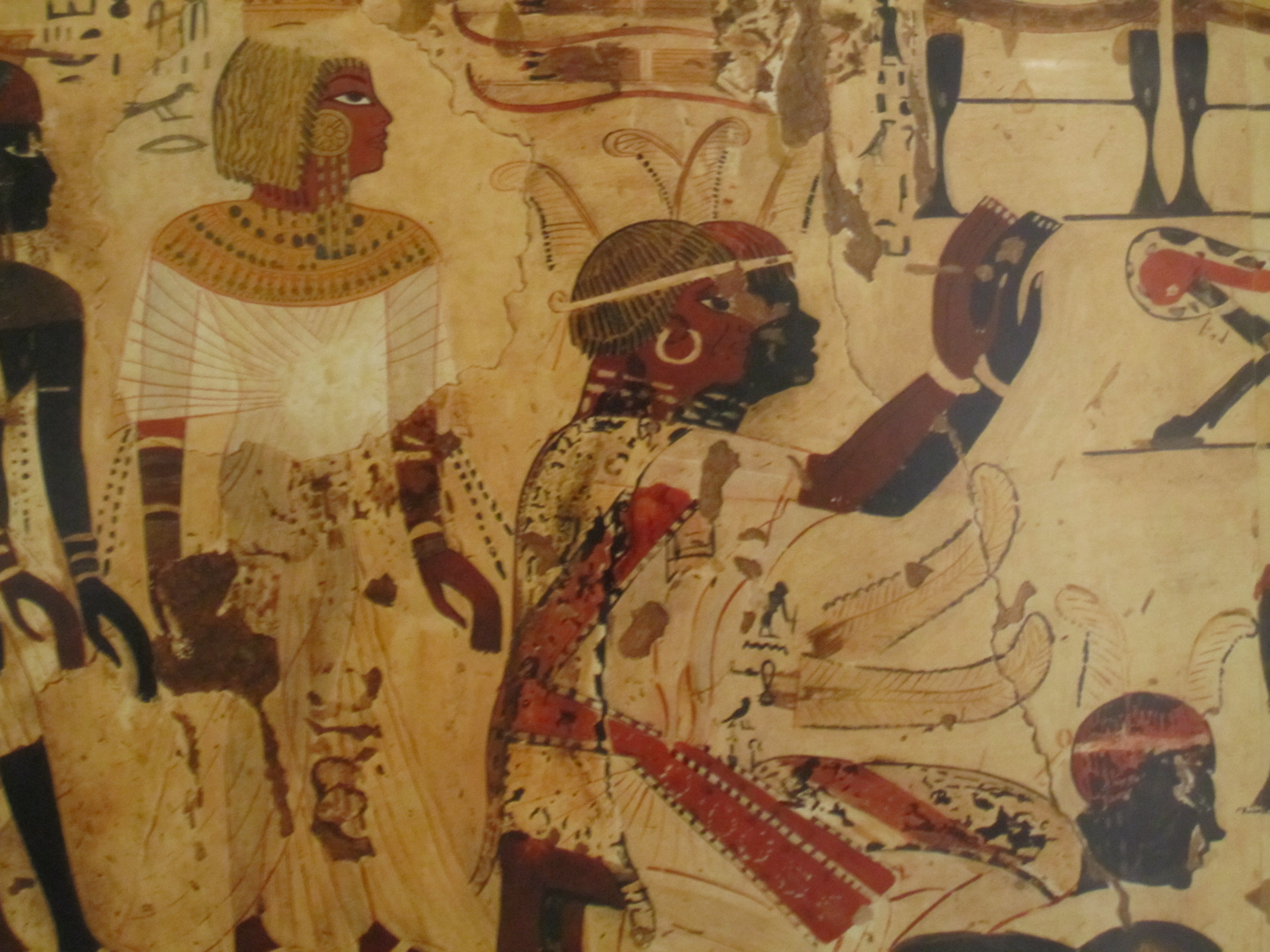
الأمير النوبي حقانفر يقدم الجزية للملك توت عنخ آمون، الأسرة الثامنة عشر، قبر حوي. حوالي 1342 - 1325 قبل الميلاد

تم تصوير حقانفر أيضًا في مقبرة ابن الملك في كوش أمنحتب المسمى حوي (TT40). هنا يظهر في وفد نوبي ويظهر بالكامل على أنه نوبي ذو بشرة داكنة بالزي النوبي. من الواضح أن نائب الملك في كوش كان أعلى مسؤول في الولايات النوبية، بينما كان حقانفر في التسلسل الهرمي تحت قيادته. يظهر المسؤولون النوبيون الآخرون في القبر أيضًا، لكن حقنفر هو الوحيد الذي تم تسميته، مما يدل على أنه كان ذا أهمية خاصة. أثار ظهور حقانفر المختلفين تمامًا في الداخل وفي مصر بعض النقاش في علم المصريات حول الهويات المحلية في النوبة.

## سيرة شخصية
النوبي بالولادة، أصبح حقانفر أميرًا (واليًا) لمحلية عنيبة النوبية أو ميام المصرية.
في السنة الخامسة من حكم الملك أمنحتب الثالث، رافق المشرف على أراضي ذهب سيد الأرضين، وكذلك الجنرال ونائب الملك في النوبة، مريمس، لغزو منطقة إبحات، كما ورد. بواسطة نقش صخري وجد على خلفية الحجر الرملي الحائط لكهف في وادي أميد، على طول طريق قوافل صحراء الواوات. هذه الحملة موضحة في شاهدة من سمنة. كانت الصحراء التي رافق فيها حقانفر مريمس - التي تسمى الآن إتباي - منطقة بها العديد من مناجم الذهب ومحاجر بيخن، وتقع شرق النيل تحت محافظة ميام وبالتالي من حقانفر.
في أوقات لاحقة، كان على حقانفر أن يصبح شخصية مهمة للغاية حيث حصل على لقب سانداليان من توت عنخ آمون، وربما كان ينتمي أيضًا إلى فئة البذور بفضل المعرفة العميقة لمحافظته الغنية بالكوارتز المنبعث.
يظهر حقانفر أيضًا في زخارف قبر طيبة لأمنحتب المسمى حوي (TT40) ، نائب ملك النوبة ، بالإضافة إلى رأس حريم آمون وحريم توت عنخ آمون. في هذه التمثيلات، يقدم حوي الملك إلى الأمير حقانفر، الذي يظهر في شكل مومياء وفي رداء نوبي. كلاهما - جنبًا إلى جنب مع الأمراء الآخرين وأفراد الأسرة والتكملة المرفقة - يقدمان هدايا غنية لتوت عنخ آمون من مناجم برنيس بانكريسيا والنوبة: الذهب والخواتم والأشياء الثمينة الأخرى وجلود النمر والحيوانات النادرة والبخور.
دفن الأمير في النوبة السفلى، في توشكى، في مقبرة مصرية تشبه إلى حد بعيد مقبرة حوي؛ مثل معظم المقابر المصرية، تعرضت حقانفر للانتهاك والنهب بشكل منتظم.
يوجد في متحف النوبة بأسوان منطقة مخصصة لحقانفر بتاريخه وعثر على الأوشبتي الوحيد الذي يمثله في قبره.